# Córrego Macaubinha
O Córrego Macaubinha é um curso de água do estado de São Paulo.
Já foi usado como divisa natural entre o então distrito de Floreal e o também então distrito de Magda.

## Nascente
Nasce nos limites do município de Bálsamo.

## Percurso
Da nascente, segue em direção norte, passando sempre pela zona rural de Bálsamo. Então vira-se para o nordeste, e segue assim até a foz no rio Preto. Logo após virar o curso para o nordeste, passa a correr pelo município de Mirassolândia, onde recebe mais afluentes, e enfim desagua no rio Preto. Na cidade de Mirassolândi, passa pelo bairro Macaúba, onde recebe seu maior afluente, o córrego Macaúba.

## Extensão total
Sua extensão total é de 16 km.

## Afluentes
Os afluentes do córrego Macaubinha são o córrego Mata Verde (margem norte) e o córrego Macaúba (sul).

## Final
Na cidade de Mirassolândia, torna-se afluente do rio Preto, que tem ainda 54 km.

## Pesca
Por ter um volume de água grande, já que é um córrego de grande porte, o córrego Macaubinha tem em suas águas alguns peixes, que sobem a correnteza vindo do próprio rio Preto.